# Бейкер, Чарльз Фуллер
Чарльз Фу́ллер Бе́йкер (англ. Charles Fuller Baker; 1872—1927) — американский ботаник, агроном и энтомолог (гемиптеролог).

## Биография
Чарльз Фуллер Бейкер родился в Лансинге 22 марта 1872 года. Учился в Мичиганском сельскохозяйственном колледже, окончив его в 1891 году со степенью бакалавра наук, продолжил обучение в Стэнфордском университете, где в 1903 году получил учёную степень магистра. В 1891—1892 работал в лаборатории при Мичиганском сельскохозяйственном колледже, последующие 5 лет был ассистентом по зоологии и энтомологии в Колорадском колледже. С 1897 по 1899 Бейкер работал в Алабамском политехническом институте, затем до 1901 года преподавал в средней школе в Сент-Луисе. В 1903—1904 Чарльз Фуллер Бейкер был доцентом биологии в Помонском колледже в Калифорнии.
В 1904 году Бейкер возглавил ботаническое отделение Кубинской экспериментальной станции в Сантьяго-де-лас-Вегас (близ Гаваны). В 1907 году он покинул Кубу, будучи назначенным на должность директора Музея Пара имени Эмилио Гёльди в Белене.
Через год Чарльз Фуллер вернулся в Помонский колледж, где до 1912 года снова был доцентом биологии. Затем он прибыл в Лос-Баньос, где стал профессором тропической агрономии в Филиппинском университете. С 1918 года он был деканом и профессором тропического сельского хозяйства.
В последние годы жизни на Филиппинах Бейкер страдал от хронической дизентерии. 22 июля 1927 года он скончался.
Бейкер был владельцем обширного гербария растений и грибов, в его коллекции имелось также множество насекомых. Растения и грибы (около 100 тысяч образцов) в настоящее время хранятся в Ботаническом саду Рачно-Санта-Ана в Клермонте. Насекомые распределены по различным коллекциям мира, большая их часть хранится в Национальном музее естественной истории США.

## Некоторые научные публикации
- Baker, C.F. West American Plants. — 1902—1904.
- Baker, C.F. A revision of the American Siphonaptera, or fleas, together with a compete list and bibliography of the group (англ.) // Proceedings of the U.S. National Museum : journal. — 1904. — Vol. 27. — P. 365—469.